# Saneo
Saneo is een bestuurslaag in het regentschap Dompu van de provincie West-Nusa Tenggara, Indonesië. Saneo telt 4413 inwoners (volkstelling 2010).